# MTT Superbike
MTT Superbike (znany również jako Y2K Turbine SUPERBIKE) – produkowany przez firmę MTT w Luizjanie motocykl napędzany turbiną gazową. 
Jednostka napędowa Rolls-Royce Allison 250, stosowana przede wszystkim w lotnictwie (np. w helikopterach Bell JetRanger 206), wytwarza ona moc 320 KM przy 52 000 obr./min i 576.30 Nm (425.1 ft.lbs) przy 2000 obr./min, co pozwala motocyklowi osiągnąć prędkość około 400 km/h i przyśpieszyć od 0 do 365 km/h w 15 sekund. Przyśpieszenie od 0 do 100 km/h nie jest znane. Jako paliwo do MTT Superbike może być stosowana nafta lotnicza lub olej napędowy. Rzeczywista prędkość maksymalna tego motocykla waha się w granicach 400-420 km/h. Maksymalna prędkość zmierzona przez niezależnych ekspertów wynosi 397 km/h.
Silnik pracował na paliwie diesla. "Może spalać cokolwiek, od normalnej benzyny, po tequilę, a nawet perfumy Chanel" – twierdził Travert, prezes MTT. Długi, opływowy kształt Y2K stwarzał dużą przestrzeń dla kierowcy, który mógł mocno się pochylić, aby skryć się przed naporem powietrza zwłaszcza, gdy wykorzystywał on do maksimum osiągi motocykla.
Wykorzystywane są silniki, które zakończyły swój cykl życia w lotnictwie – o zbyt dużym przebiegu, choć ciągle sprawne. Przystosowanie ich do napędzania motocykla jest więc recyklingiem. Koszt zakupu nowych silników zwiększyłby cenę motocykla kilkukrotnie czyniąc projekt nieopłacalnym.